# 브렌타역
브렌타역 (Brenta)은 밀라노 지하철 3호선의 역이다. 1991년 5월 12일에 문을 열었다.
역 구조는 1면 2선의 지하 역이다. 브렌타 대로와 로디 로가 만나는 지점에 위치해 있으며, 밀라노 시 내에 있다.

## 환승
역 근처에는 ATM이 운영하는 버스 정류장이 있다.
- 버스 정류장

## 시설
이 역에는 다음과 같은 시설이 있다.
- 장애인 접근시설
- 엘리베이터
- 에스컬레이터
- 매표기
- 역 감시카메라